# Gorham (Maine)
Gorham é uma cidade  localizada no estado americano de Maine, no Condado de Cumberland.

## Demografia
Segundo o censo americano de 2000, a sua população era de 14.141 habitantes.

## Localidades na vizinhança
O diagrama seguinte representa as localidades num raio de 20 km ao redor de Gorham.